# Яворовка (Винницкая область)
Яворо́вка (укр. Яворівка) — село на Украине, находится в Песчанском районе Винницкой области.
Код КОАТУУ — 0523283801. Население по переписи 2001 года составляет 1061 человек. Почтовый индекс — 24722. Телефонный код — 4349.
Занимает площадь 3,464 км².

## Религия
В селе действует храм Архистратига Божьего Михаила Песчанского благочиния Могилёв-Подольской епархии Украинской православной церкви.

## Адрес местного совета
24722, Винницкая область, Песчанский р-н, с. Яворовка, ул. Чкалова, 2